# XII batalion kolejowy
 XII Batalion Wojsk  Kolejowych („XII  b. woj. kol.”) – oddział saperów kolejowych Wojska Polskiego w II Rzeczypospolitej.

## Formowanie i zmiany organizacyjne
Na rozkaz Dowódcy Okręgu  Generalnego nr VII Poznań, major inż. Szyman Józef przystąpił do tworzenia XII batalionu kolejowego. W drugiej połowie sierpnia 1920 r. zostają utworzone 2 kompanie kolejowe, składające się z fachowców kolejarzy powołanych do służby wojskowej. W dwa tygodnie potem powstaje 3 kompania. Ze względu na trudności kwaterunkowe 1 i 2 kompania kolejowa zostają umieszczone na warowni nr VI, zaś 3 kompania  i dowództwo batalionu w Urbanowie. Batalion został utworzony w celu stłumienia akcji strajkowej oraz wyszkolenia większej ilości żołnierzy wojsk  kolejowych. Już w początku swego istnienia batalion bierze udział w akcji przeciwstrajkowej w Dyrekcji Kolei Państwowej w Poznaniu, często też zostaje wysyłany do innych dyrekcji kolej. Oprócz tego wykonuje prace budowy kolejki wąskotorowej w Poznaniu i Bydgoszczy. W 1921 r. batalion zostaje zakwaterowany na Cytadeli, do którego przydzielono jeszcze dwie kompanie, przybyłe z frontu, jedna pod dowództwem kpt. Słupeckiego, druga - kpt. Łapkowskiego. W tym roku batalion, jako jednostka, zostaje zlikwidowany, a oficerowie i szeregowi wchodzą w skład tworzącego się 3 pułku wojsk kolejowych.

## Kadra
Dowódcy batalionu
- mjr  inż. Szyman Józef